# Dun (Ariège)
Pour les articles homonymes, voir Dun.
Dun (Dun en occitan languedocien) est une commune française, située dans le nord-est du département de l'Ariège en région Occitanie. Sur le plan historique et culturel, la commune fait partie du pays d'Olmes, haut lieu de la tragédie cathare alliant des paysages d'une extrême diversité.
Exposée à un climat océanique altéré, elle est drainée par le Crieu, le Douctouyre, le ruisseau de Senesse, le ruisseau de Ternesse et par divers autres petits cours d'eau. La commune possède un patrimoine naturel remarquable composé de quatre zones naturelles d'intérêt écologique, faunistique et floristique.
Dun est une commune rurale qui compte 650 habitants en 2022, après avoir connu une forte hausse de la population depuis 1975. Elle fait partie de l'aire d'attraction de Pamiers. Ses habitants sont appelés les Dunois ou Dunoises.

## Géographie

### Localisation
- 1Carte dynamique
- 2Carte OpenStreetMap
- 3Carte topographique
- 4Carte avec les communes environnantes

La commune de Dun se trouve dans le département de l'Ariège, en région Occitanie.
Commune du piémont pyrénéen entre Foix et Mirepoix.
Sur le plan historique et culturel, Dun fait partie du pays d'Olmes, haut lieu de la tragédie cathare alliant des paysages d'une extrême diversité.
Elle se situe à 17 km à vol d'oiseau de Foix, préfecture du département, à 18 km de Pamiers, sous-préfecture, et à 9 km de Mirepoix, bureau centralisateur du canton de Mirepoix dont dépend la commune depuis 2015 pour les élections départementales.
La commune fait en outre partie du bassin de vie de Mirepoix.
Les communes les plus proches sont : 
Limbrassac (3,8 km), Vira (4,2 km), Viviès (4,3 km), Pradettes (4,5 km), Tourtrol (4,7 km), Saint-Julien-de-Gras-Capou (4,7 km), Lieurac (5,1 km), Calzan (5,2 km).
| Viviès, Vira                 | Tourtrol, Coutens | Besset, La Bastide-de-Bousignac |
| Calzan                       | Dun               | Saint-Julien-de-Gras-Capou      |
| Ventenac, Carla-de-Roquefort | Lieurac           | Limbrassac, Pradettes           |

### Superficie et relief
La superficie cadastrale de la commune publiée par l’Insee, qui sert de références dans toutes les statistiques, est de 41,41 km2,. La superficie géographique, issue de la BD Topo, composante du Référentiel à grande échelle produit par l'IGN, est quant à elle de 41,66 km2. Son relief est relativement accidenté puisque la dénivelée maximale atteint 345 mètres. L'altitude du territoire varie entre 303 m et 648 m.

### Géologie
La commune est située dans le Bassin aquitain, le deuxième plus grand bassin sédimentaire de la France après le Bassin parisien. Les terrains affleurants sur le territoire communal sont constitués de roches sédimentaires datant du Cénozoïque, l'ère géologique la plus récente sur l'échelle des temps géologiques, débutant il y a 66 millions d'années. La structure détaillée des couches affleurantes est décrite dans les feuilles « n°1057 - Pamiers » et « n°1058 - Mirepoix » de la carte géologique harmonisée au 1/50 000ème du département de l'Ariège, et leurs notices associées,.
La commune de Dun est implantée sur une région géologique dénommée les poudingues oligocènes de Palassou, il s'agit d'un conglomérat argilo-calcaire.

### Hydrographie
La commune est dans le bassin versant de la Garonne, au sein du bassin hydrographique Adour-Garonne. Elle est drainée par le Crieu, le Douctouyre, le ruisseau de Senesse, le ruisseau de Ternesse, un bras du Douctouyre, un bras du Douctouyre, le ruisseau de Coume Gaous, le ruisseau de dardé, le ruisseau de la Coume de Cènant, le ruisseau de la tuilerie, le ruisseau de Peyrot, le ruisseau de Senabugue, le ruisseau de Taychel, le ruisseau du Pessa et par divers petits cours d'eau, constituant un réseau hydrographique de 53 km de longueur totale,.
Le Crieu, d'une longueur totale de 34,8 km, prend sa source dans la commune de Ventenac et s'écoule du sud vers le nord. Il traverse la commune et se jette dans l'Ariège à Saverdun, après avoir traversé 14 communes.
Le Douctouyre, d'une longueur totale de 42,08 km, prend sa source dans la commune de Freychenet et s'écoule du sud vers le nord. Il traverse la commune et se jette dans l'Hers-Vif à Vals, après avoir traversé 16 communes.
Le ruisseau de Senesse, d'une longueur totale de 13 km, prend sa source dans la commune de Tabre et s'écoule du sud-est vers le nord-ouest. Il traverse la commune et se jette dans le Douctouyre sur le territoire communal, après avoir traversé 5 communes.

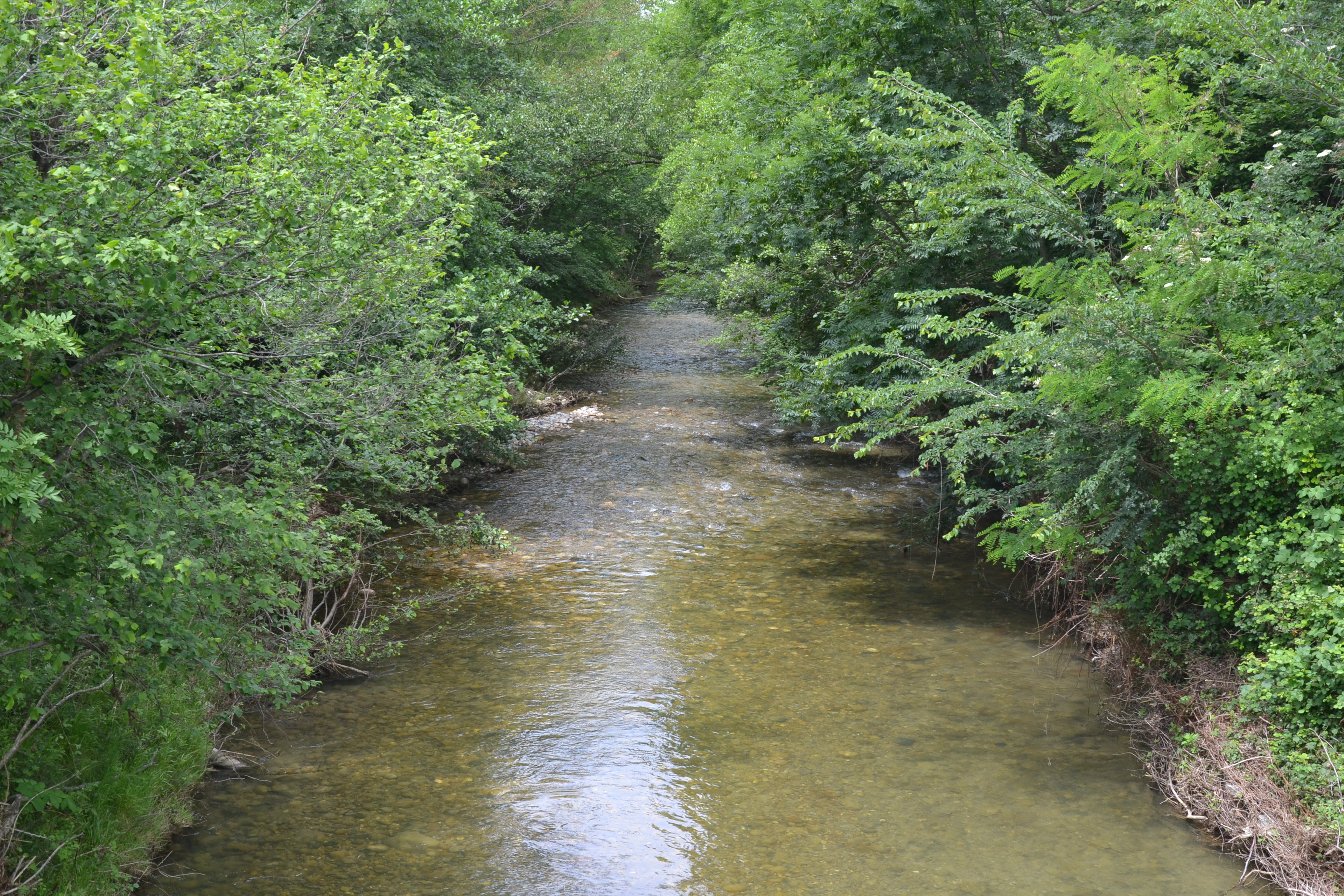
Le Douctouyre à Engraviès
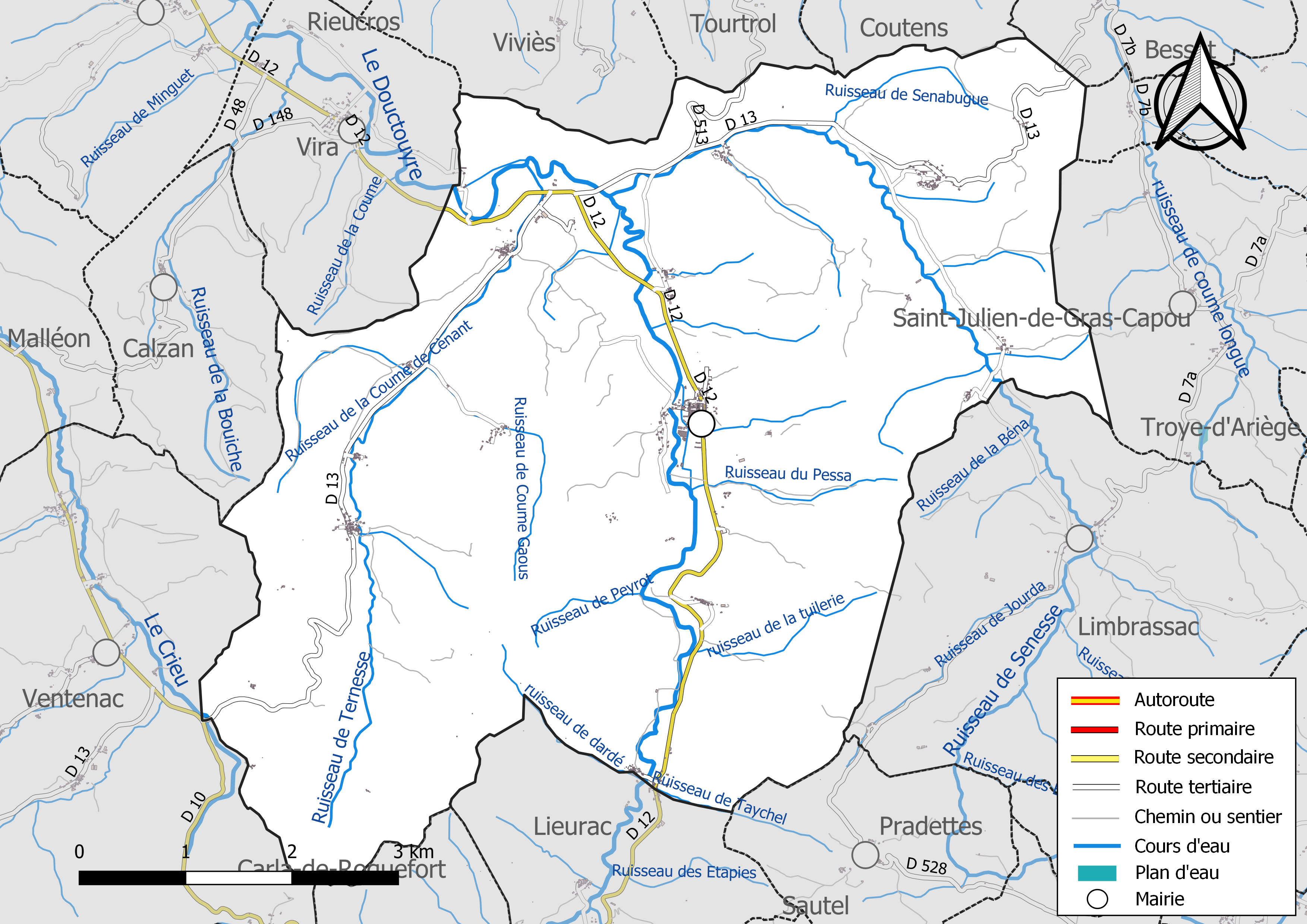
Réseaux hydrographique et routier de Dun

### Climat
Pour des articles plus généraux, voir Climat de l'Occitanie et Climat de l'Ariège.
En 2010, le climat de la commune est de type climat océanique altéré, selon une étude s'appuyant sur une série de données couvrant la période 1971-2000. En 2020, Météo-France publie une typologie des climats de la France métropolitaine dans laquelle la commune est exposée à un climat de montagne et est dans la région climatique Pyrénées centrales, caractérisée par une pluviométrie annuelle de 1 000 à 1 200 mm.
Pour la période 1971-2000, la température annuelle moyenne est de 12,6 °C, avec une amplitude thermique annuelle de 15,5 °C. Le cumul annuel moyen de précipitations est de 824 mm, avec 9,9 jours de précipitations en janvier et 5,9 jours en juillet. Pour la période 1991-2020, la température moyenne annuelle observée sur la station météorologique la plus proche, située sur la commune de Roquefort-les-Cascades à 8 km à vol d'oiseau, est de 12,7 °C et le cumul annuel moyen de précipitations est de 1 101,5 mm,. Pour l'avenir, les paramètres climatiques de la commune estimés pour 2050 selon différents scénarios d'émission de gaz à effet de serre sont consultables sur un site dédié publié par Météo-France en novembre 2022.

### Milieux naturels et biodiversité
L’inventaire des zones naturelles d'intérêt écologique, faunistique et floristique (ZNIEFF) a pour objectif de réaliser une couverture des zones les plus intéressantes sur le plan écologique, essentiellement dans la perspective d’améliorer la connaissance du patrimoine naturel national et de fournir aux différents décideurs un outil d’aide à la prise en compte de l’environnement dans l’aménagement du territoire.
Trois ZNIEFF de type 1 sont recensées sur la commune :
- les « coteaux secs, vallons et collines de l'ouest du bas pays d'Olmes » (6 664 ha), couvrant 19 communes du département[28] ;
- le « cours moyen du Douctouyre » (34 ha), couvrant 5 communes du département[29],
- le « massif du Crieu » (8 998 ha), couvrant 15 communes du département[30] ;

et une ZNIEFF de type 2, : 
les « coteaux du Palassou » (26 749 ha), couvrant 48 communes dont 43 dans l'Ariège et 5 dans l'Aude.

Carte des ZNIEFF de type 1 et 2 à Dun.
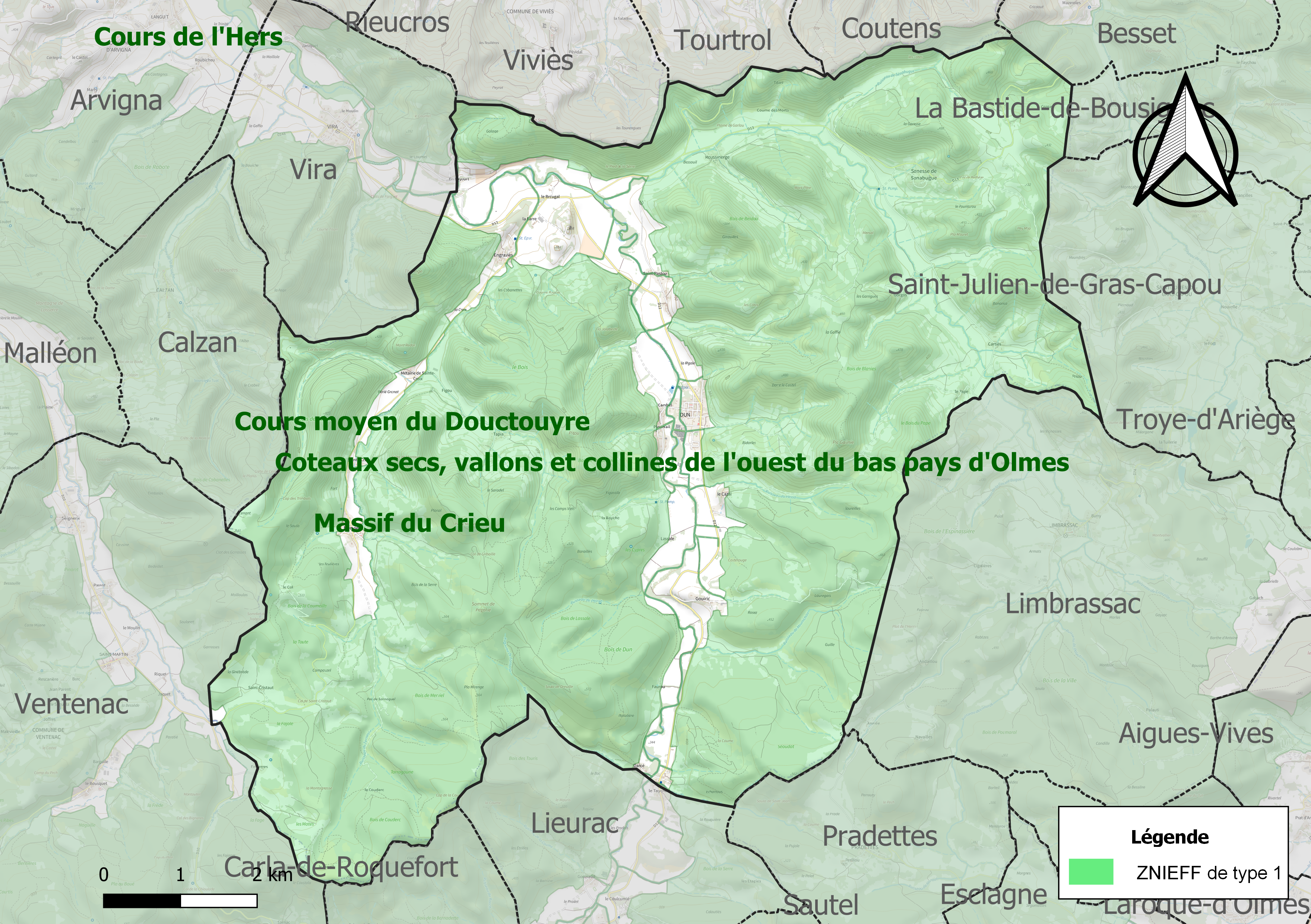
Carte des ZNIEFF de type 1 sur la commune.
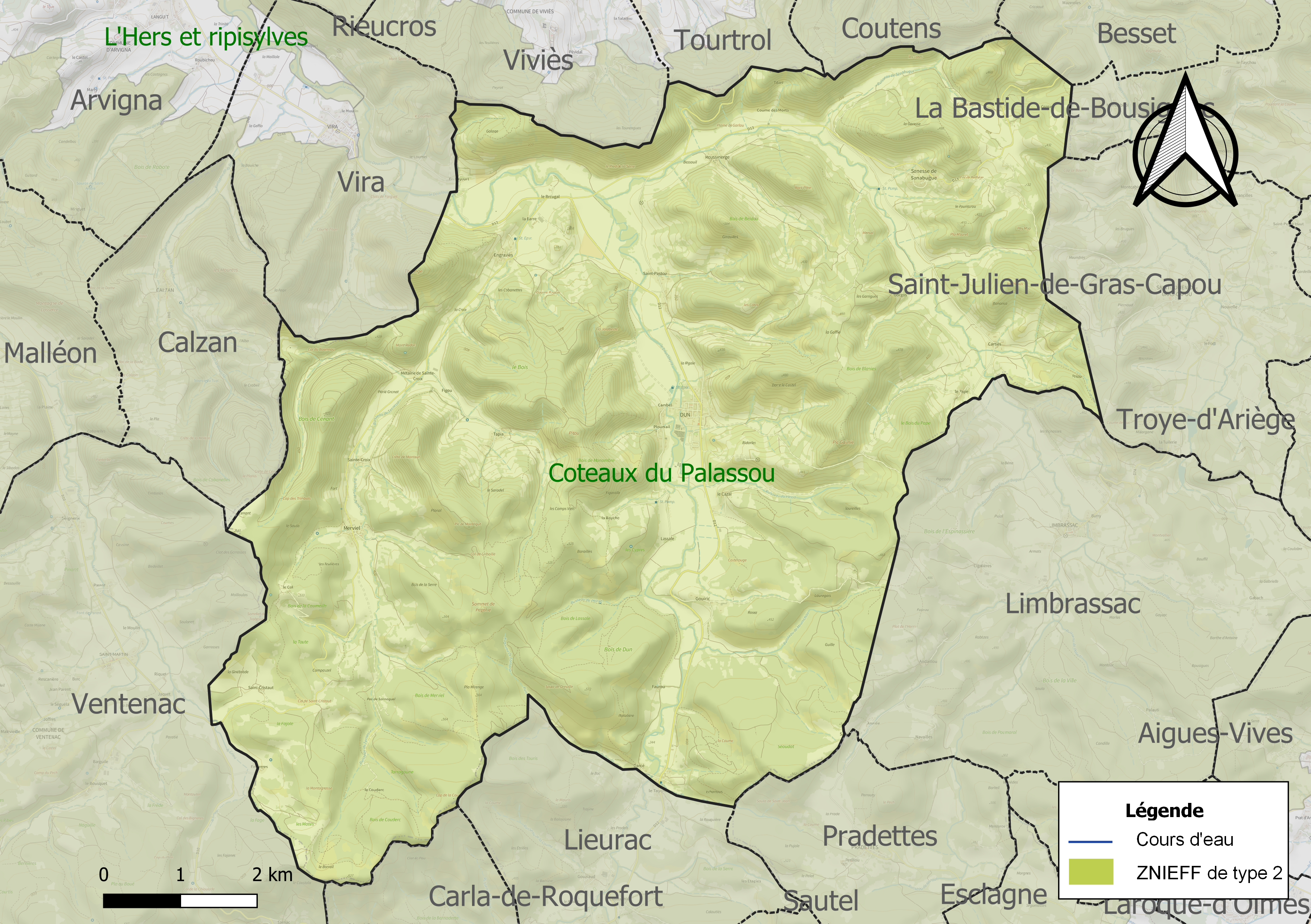
Carte de la ZNIEFF de type 2 sur la commune.

## Urbanisme

### Typologie
Au 1er janvier 2024, Dun est catégorisée commune rurale à habitat très dispersé, selon la nouvelle grille communale de densité à 7 niveaux définie par l'Insee en 2022.
Elle est située hors unité urbaine. Par ailleurs la commune fait partie de l'aire d'attraction de Pamiers, dont elle est une commune de la couronne,. Cette aire, qui regroupe 52 communes, est catégorisée dans les aires de moins de 50 000 habitants,.

### Occupation des sols

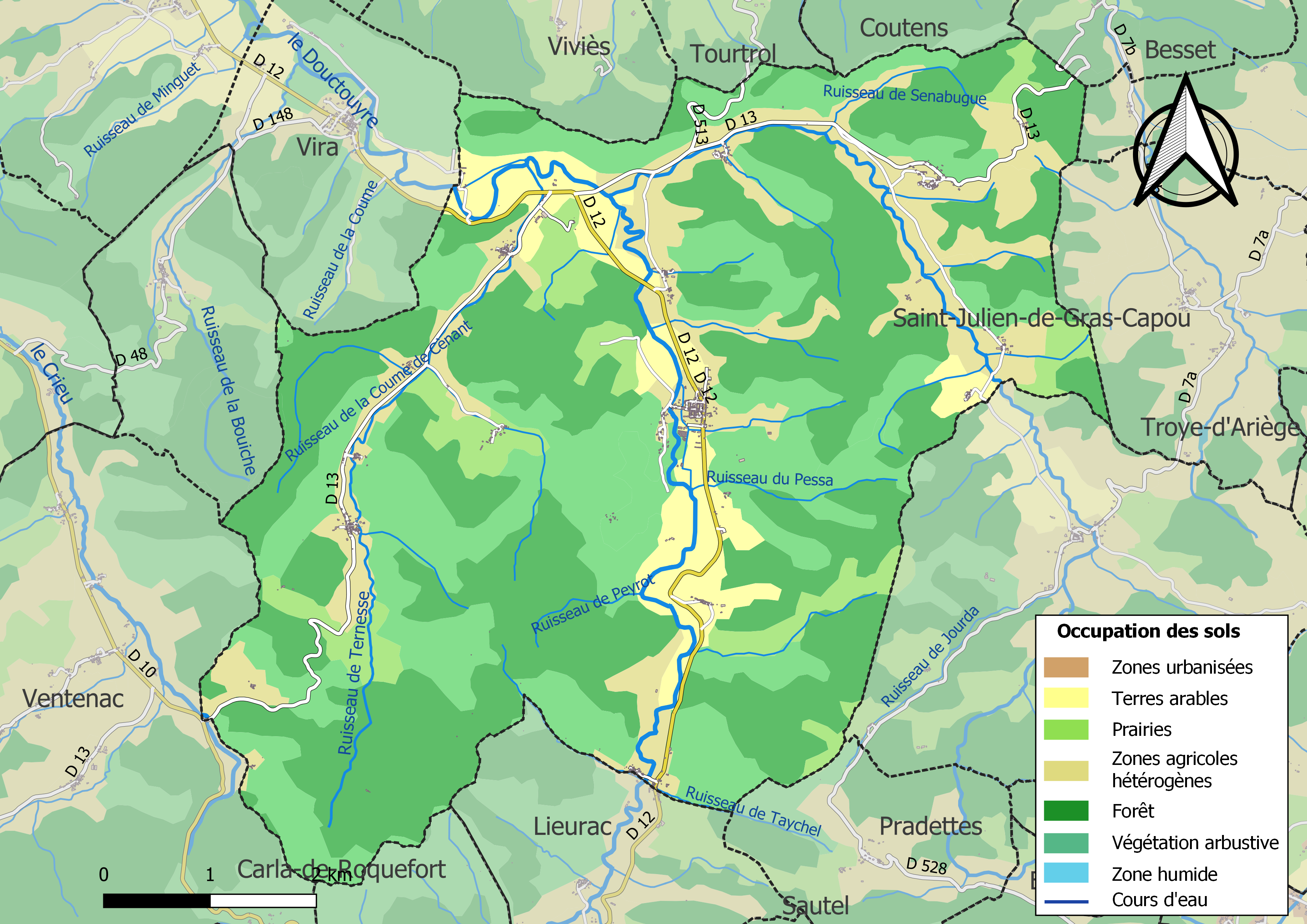
Carte des infrastructures et de l'occupation des sols de la commune en 2018 (CLC).

L'occupation des sols de la commune, telle qu'elle ressort de la base de données européenne d’occupation biophysique des sols Corine Land Cover (CLC), est marquée par l'importance des forêts et milieux semi-naturels (71,7 % en 2018), en augmentation par rapport à 1990 (70,3 %). La répartition détaillée en 2018 est la suivante : 
forêts (43,7 %), milieux à végétation arbustive et/ou herbacée (27,9 %), zones agricoles hétérogènes (14,9 %), terres arables (7 %), prairies (6,4 %). L'évolution de l’occupation des sols de la commune et de ses infrastructures peut être observée sur les différentes représentations cartographiques du territoire : la carte de Cassini (XVIIIe siècle), la carte d'état-major (1820-1866) et les cartes ou photos aériennes de l'IGN pour la période actuelle (1950 à aujourd'hui).

### Hameaux
Cartiès, Dardé, Engraviès, Gouïric, Labaysse, Merviel, Pape, Plumail, Roussinerges, Saint-Christaud, Saint-Pastou, Senesse-de-Senabugue, Tapia, le Taychel…

### Habitat et logement
En 2018, le nombre total de logements dans la commune était de 407, alors qu'il était de 380 en 2013 et de 357 en 2008.
Parmi ces logements, 71,5 % étaient des résidences principales, 19,7 % des résidences secondaires et 8,8 % des logements vacants. Ces logements étaient pour 94,8 % d'entre eux des maisons individuelles et pour 4,4 % des appartements.
Le tableau ci-dessous présente la typologie des logements à Dun en 2018 en comparaison avec celle de l'Ariège et de la France entière. Une caractéristique marquante du parc de logements est ainsi une proportion de résidences secondaires et logements occasionnels (19,7 %) inférieure à celle du département (24,6 %) mais supérieure à celle de la France entière (9,7 %). Concernant le statut d'occupation de ces logements, 75,6 % des habitants de la commune sont propriétaires de leur logement (81,3 % en 2013), contre 66,3 % pour l'Ariège et 57,5 % pour la France entière.
| Typologie                                               | Dun  | Ariège | France entière |
| ------------------------------------------------------- | ---- | ------ | -------------- |
| Résidences principales (en %)                           | 71,5 | 65,7   | 82,1           |
| Résidences secondaires et logements occasionnels (en %) | 19,7 | 24,6   | 9,7            |
| Logements vacants (en %)                                | 8,8  | 9,7    | 8,2            |

### Risques majeurs

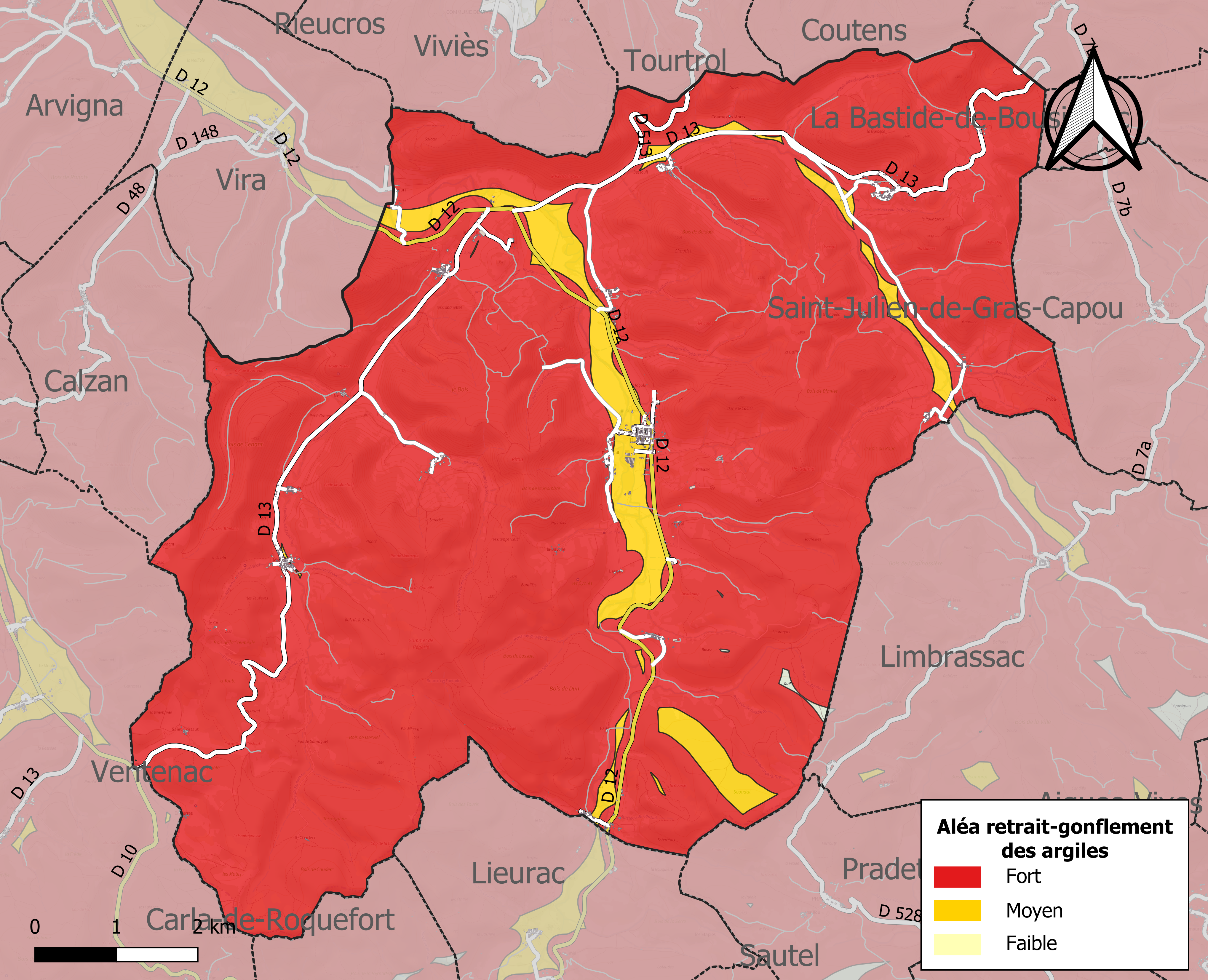
Zonage de l'aléa retrait-gonflement des argiles sur la commune de Dun.

Le territoire de la commune de Dun est vulnérable à différents aléas naturels : inondations, climatiques (grand froid ou canicule), feux de forêts, mouvements de terrains et séisme (sismicité modérée),.
Certaines parties du territoire communal sont susceptibles d’être affectées par le risque d’inondation par débordement, crue torrentielle d'un cours d'eau, ou ruissellement d'un versant.
Les mouvements de terrains susceptibles de se produire sur la commune sont soit des chutes de blocs, soit des glissements de terrains, soit des effondrements liés à des cavités souterraines, soit des mouvements liés au retrait-gonflement des argiles. Près de 50 % de la superficie du département est concernée par l'aléa retrait-gonflement des argiles, dont la commune de Dun. L'inventaire national des cavités souterraines permet par ailleurs de localiser celles situées sur la commune.

## Toponymie
Le nom de la localité est attesté sous la forme de Duno en 1034.
Du radical indo-européen *dhun-, associant un relief et un habitat défendu « dune », à l’origine d’une racine celtique *dhuno dont le premier sens aurait été « clôture, zone enclose », d’où le gaulois  dūnum qui a pris le sens de « citadelle, enceinte fortifiée » et, par métonymie, celui de « colline, mont » puisque la plupart des citadelles étaient bâties sur des hauteurs.

## Histoire
Le 1er janvier 1973, les communes de Merviel, Engraviès et Senesse-de-Senabugue sont rattachées à Dun. Elles ont conservé jusqu'en 2003 le statut de communes associées.

## Politique et administration

### Découpage territorial
La commune de Dun est membre de la communauté de communes du Pays de Mirepoix, un établissement public de coopération intercommunale (EPCI) à fiscalité propre créé le 31 décembre 2013 dont le siège est à Mirepoix. Ce dernier est par ailleurs membre d'autres groupements intercommunaux.
Sur le plan administratif, elle est rattachée à l'arrondissement de Pamiers, au département de l'Ariège, en tant que circonscription administrative de l'État, et à la région Occitanie.
Sur le plan électoral, elle dépend du canton de Mirepoix pour l'élection des conseillers départementaux, depuis le redécoupage cantonal de 2014 entré en vigueur en 2015, et de la deuxième circonscription de l'Ariège  pour les élections législatives, depuis le redécoupage électoral de 1986.

### Liste des maires
| Période                                  | Période  | Identité           | Étiquette   | Qualité                                                    |
| ---------------------------------------- | -------- | ------------------ | ----------- | ---------------------------------------------------------- |
| 1900                                     | 1906     | M. Nadal           | Républicain |                                                            |
|                                          |          |                    |             |                                                            |
| avant 1981                               | ?        | Gilberte Beurdeley | PS          |                                                            |
| 1982                                     | 1994     | Robert Cauquil     |             |                                                            |
| mars 2001                                | mai 2020 | Alain Palmade      | PS          | Retraité de l'enseignement                                 |
| mai 2020                                 | En cours | Florent Pauly      | SE          | Responsable thématique Eau et Milieux - Technicien Rivière |
| Les données manquantes sont à compléter. |          |                    |             |                                                            |

### Politique de développement durable
La commune a engagé une politique de développement durable en lançant une démarche d'Agenda 21.

## Démographie
| 1793 | 1800 | 1806 | 1821 | 1831  | 1836  | 1841  | 1846 | 1851  |
| ---- | ---- | ---- | ---- | ----- | ----- | ----- | ---- | ----- |
| 772  | 770  | 921  | 917  | 1 015 | 1 006 | 1 033 | 989  | 1 024 |

| 1856  | 1861  | 1866  | 1872 | 1876 | 1881 | 1886 | 1891 | 1896 |
| ----- | ----- | ----- | ---- | ---- | ---- | ---- | ---- | ---- |
| 1 002 | 1 032 | 1 035 | 965  | 956  | 968  | 872  | 745  | 723  |

| 1901 | 1906 | 1911 | 1921 | 1926 | 1931 | 1936 | 1946 | 1954 |
| ---- | ---- | ---- | ---- | ---- | ---- | ---- | ---- | ---- |
| 665  | 610  | 560  | 500  | 451  | 408  | 412  | 387  | 316  |

| 1962 | 1968 | 1975 | 1982 | 1990 | 1999 | 2006 | 2008 | 2013 |
| ---- | ---- | ---- | ---- | ---- | ---- | ---- | ---- | ---- |
| 273  | 259  | 394  | 401  | 394  | 491  | 556  | 575  | 545  |

| 2018 | 2022 | - | - | - | - | - | - | - |
| ---- | ---- | - | - | - | - | - | - | - |
| 611  | 650  | - | - | - | - | - | - | - |

## Économie

### Revenus
En 2018, la commune compte 290 ménages fiscaux, regroupant 588 personnes. La médiane du revenu disponible par unité de consommation est de 19 400 € (19 820 € dans le département).

### Emploi
| Division       | 2008  | 2013   | 2018   |
| -------------- | ----- | ------ | ------ |
| Commune        | 8,5 % | 9,7 %  | 13,9 % |
| Département    | 8,9 % | 11,1 % | 11,2 % |
| France entière | 8,3 % | 10 %   | 10 %   |

En 2018, la population âgée de 15 à 64 ans s'élève à 374 personnes, parmi lesquelles on compte 76,7 % d'actifs (62,8 % ayant un emploi et 13,9 % de chômeurs) et 23,3 % d'inactifs,. En  2018, le taux de chômage communal (au sens du recensement) des 15-64 ans est supérieur à celui de la France et du département, alors qu'il était inférieur à celui du département en 2008.
La commune fait partie de la couronne de l'aire d'attraction de Pamiers, du fait qu'au moins 15 % des actifs travaillent dans le pôle,. Elle compte 90 emplois en 2018, contre 84 en 2013 et 79 en 2008. Le nombre d'actifs ayant un emploi résidant dans la commune est de 241, soit un indicateur de concentration d'emploi de 37,4 % et un taux d'activité parmi les 15 ans ou plus de 56,4 %.
Sur ces 241 actifs de 15 ans ou plus ayant un emploi, 61 travaillent dans la commune, soit 25 % des habitants. Pour se rendre au travail, 86,3 % des habitants utilisent un véhicule personnel ou de fonction à quatre roues, 1,7 % les transports en commun, 5,7 % s'y rendent en deux-roues, à vélo ou à pied et 6,2 % n'ont pas besoin de transport (travail au domicile).

### Activités hors agriculture
60 établissements sont implantés  à Dun au 31 décembre 2019. Le tableau ci-dessous en détaille le nombre par secteur d'activité et compare les ratios avec ceux du département,.
| Secteur d'activité                                                                                        | Commune | Commune | Département |
| Secteur d'activité                                                                                        | Nombre  | %       | %           |
| --- | ------- | ------- | ----------- |
| Ensemble                                                                                                  | 60      | 100 %   | (100 %)     |
| Industrie manufacturière, industries extractives et autres                                                | 9       | 15 %    | (12,9 %)    |
| Construction                                                                                              | 8       | 13,3 %  | (14,2 %)    |
| Commerce de gros et de détail, transports, hébergement et restauration                                    | 6       | 10 %    | (27,5 %)    |
| Information et communication                                                                              | 2       | 3,3 %   | (1,8 %)     |
| Activités financières et d'assurance                                                                      | 2       | 3,3 %   | (2,8 %)     |
| Activités immobilières                                                                                    | 2       | 3,3 %   | (4,2 %)     |
| Activités spécialisées, scientifiques et techniques et activités de services administratifs et de soutien | 15      | 25 %    | (13,2 %)    |
| Administration publique, enseignement, santé humaine et action sociale                                    | 11      | 18,3 %  | (14,4 %)    |
| Autres activités de services                                                                              | 5       | 8,3 %   | (8,8 %)     |

Le secteur des activités spécialisées, scientifiques et techniques et des activités de services administratifs et de soutien est prépondérant sur la commune puisqu'il représente 25 % du nombre total d'établissements de la commune (15 sur les 60 entreprises implantées  à Dun), contre 13,2 % au niveau départemental.
Les quatre entreprises ayant leur siège social sur le territoire communal qui génèrent le plus de chiffre d'affaires en 2020 sont : 
- SCOP Douctouyre, sylviculture et autres activités forestières (390 k€)
- E-Mines, conseil pour les affaires et autres conseils de gestion (362 k€)
- Smile And ME, fabrication de matériel médico-chirurgical et dentaire (29 k€)
- Babin, production d'électricité (10 k€)

Une épicerie participative a été inaugurée le 30 août 2024 au village.

### Agriculture

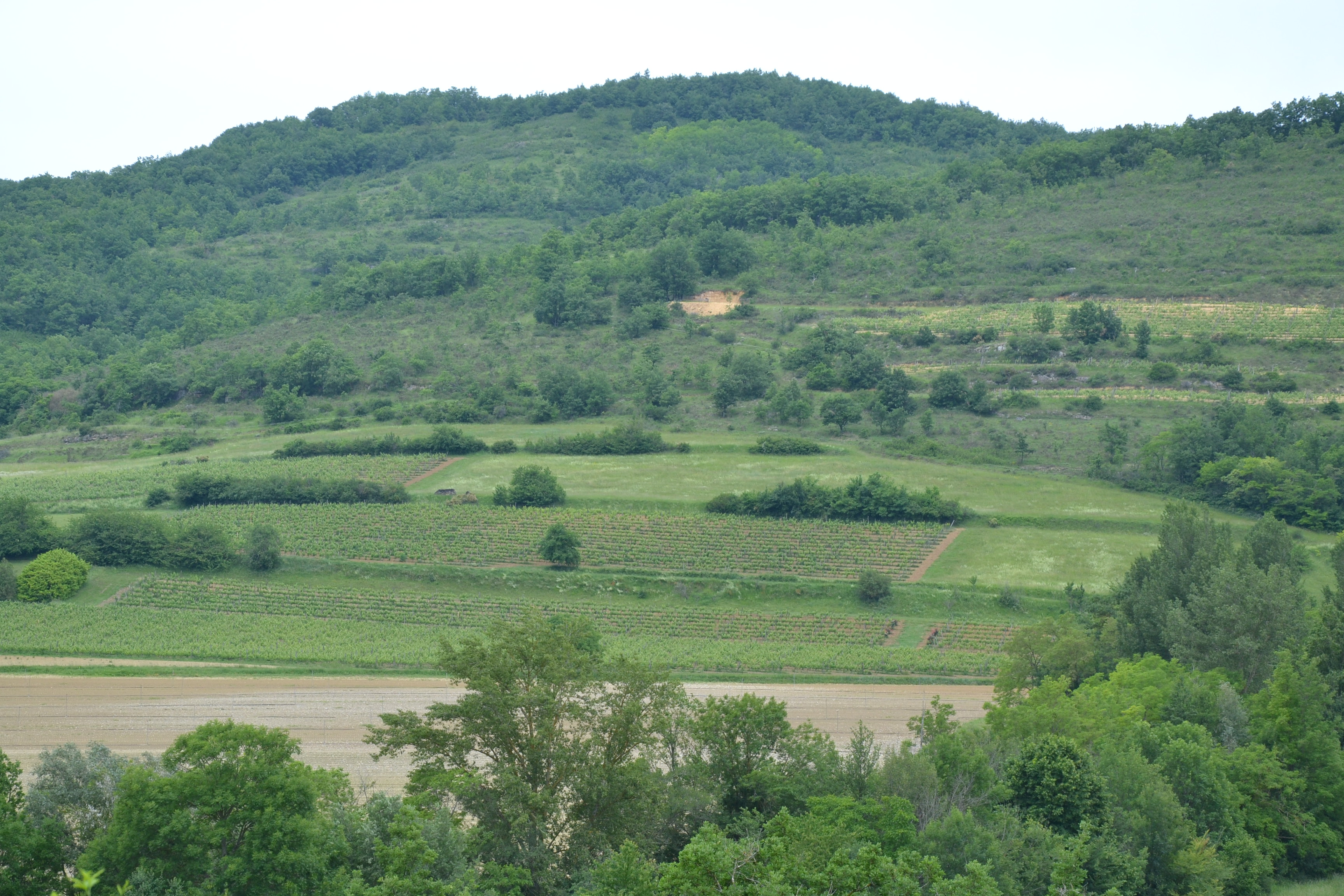
Vigne au village d'Engraviès

La commune fait partie de la petite région agricole dénommée « Région sous-pyrénéenne ». En 2010, l'orientation technico-économique de l'agriculture  sur la commune est la polyculture et le polyélevage.
|                                   | 1988  | 2000 | 2010 |
| --------------------------------- | ----- | ---- | ---- |
| Exploitations                     | 57    | 24   | 18   |
| Superficie agricole utilisée (ha) | 1 909 | 1065 | 931  |

Le nombre d'exploitations agricoles en activité et ayant leur siège dans la commune est passé de 57 lors du recensement agricole de 1988 à 24 en 2000 puis à 18 en 2010, soit une baisse de 68 % en 22 ans. Le même mouvement est observé à l'échelle du département qui a perdu pendant cette période 48 % de ses exploitations. La surface agricole utilisée sur la commune a également diminué, passant de 1 909 ha en 1988 à 931 ha en 2010. Parallèlement la surface agricole utilisée moyenne par exploitation a augmenté, passant de 33 à 52 ha.
Cette région de piémont, au pied du massif du Plantaurel se distingue de longue date par une agriculture innovante : production de semences et, depuis peu, un renouveau de la vigne qui bénéficie de l'indication géographique protégée "Ariège".
"Mon herbier des collines", à Merviel, propose plantes médicinales et alimentaires issues de l'agriculture biologique ainsi que des préparations.

## Culture locale et patrimoine

### Lieux et monuments
Compte des nombreux hameaux : Cartiès, Dardé, Engraviès, Gouïric, Labaysse, Merviel, Pape, Plumail, Roussinerges, Saint-Christaud, Saint-Pastou, Senesse-de-Senabugue, Tapia, le Taychel… pas moins de douze églises existantes ou ayant existé depuis le Moyen Âge et ultérieurement caractérisent la vaste commune de Dun.
- Église Saint-Michel de Dun.
- Ruines du château de Dun.
- Table d'orientation au pic Galinié.

Hameau de Cartiès
Hameau de Engraviès
- Église Saint-Martin d'Engraviès.

Hameau de Giffre
- Vestiges de l'église.

Hameau de Gouiric
- Vestiges de la chapelle Sainte-Cécile.

Hameau de Merviel
- Chapelle de l'Exaltation-de-la-Sainte-Croix de Merviel.

Hameau de Pontis
- Ancienne chapelle Sainte-Marie.

Hameau de Saint-Christaud
- Ancienne église de Saint-Christophe.

Hameau de Sainte-Croix
- Ancienne église Sainte-Croix du cimetière.

Hameau de Saint-Pastou
- Vestiges de l'église Saint-Just de Saint-Pastou.

Hameau de Senesse-de-Senabugue
- Église Saint-Pierre et Saint-Paul de Senesse-de-Senabugue.
- Ancienne église du cimetière.

Hameau de Tapia
- Vestiges de l'église Saint-Martin de Tapia.

### Galerie

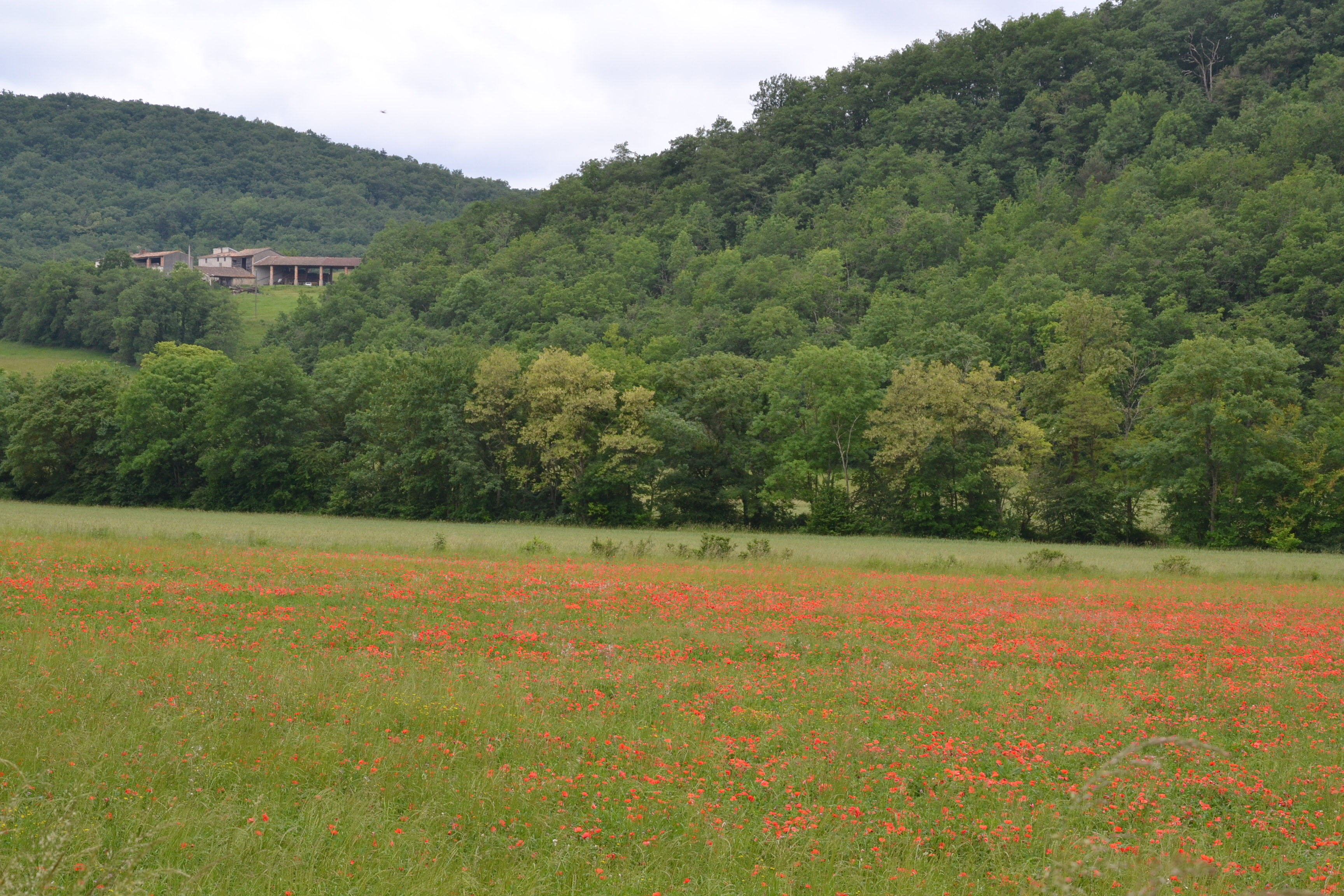
Vallée du ruisseau de Senesse-de-Senabugue
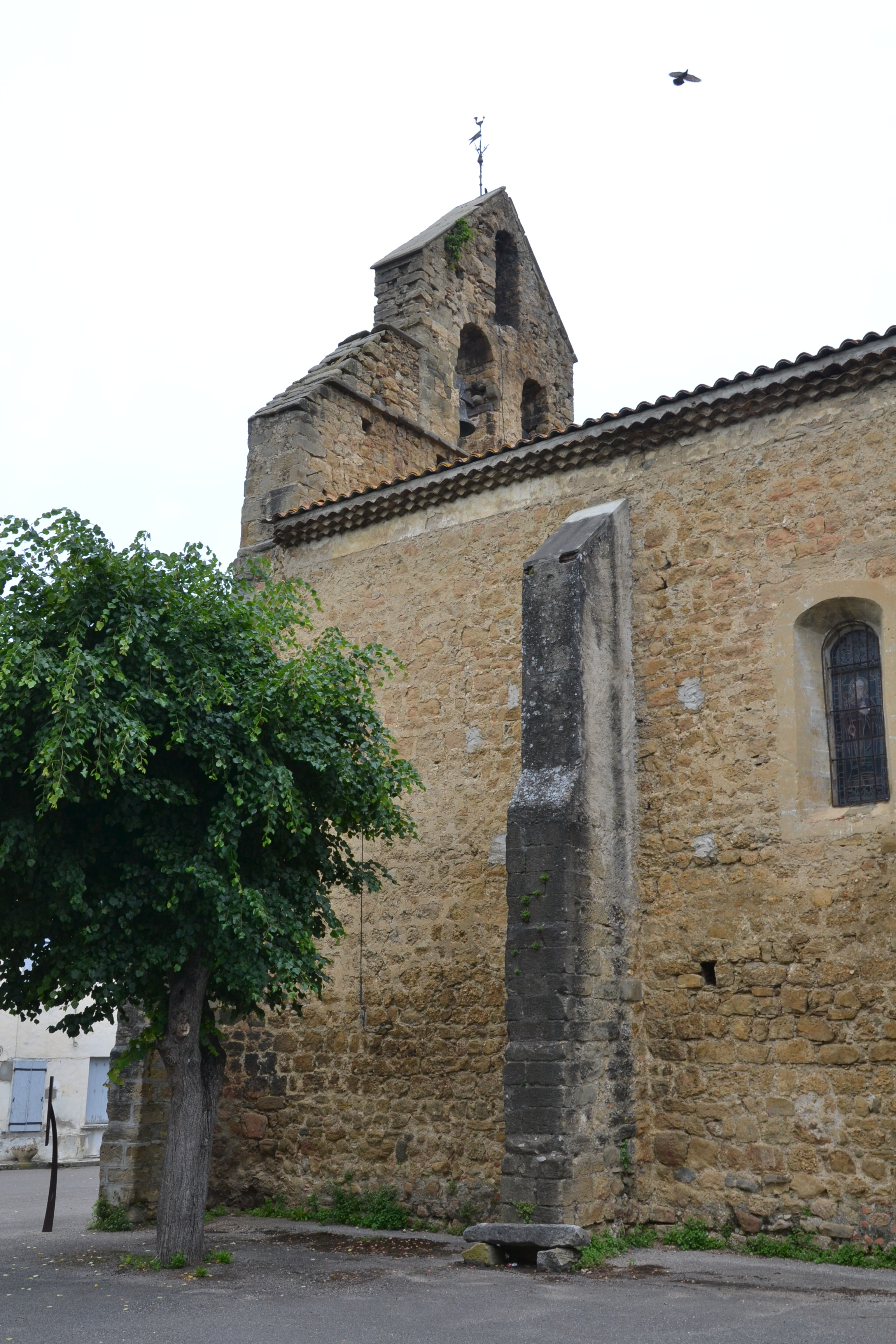
Église Saint-Michel de Dun
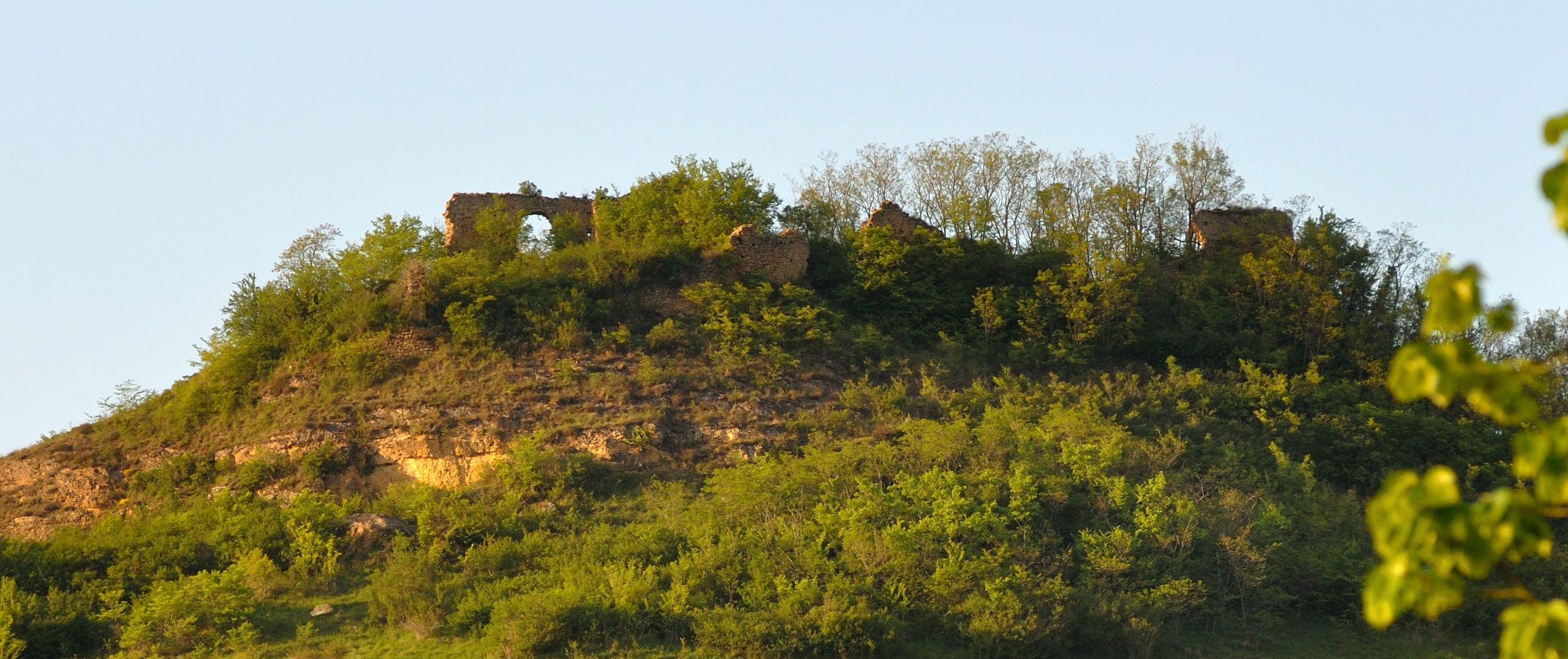
Ruines du château.
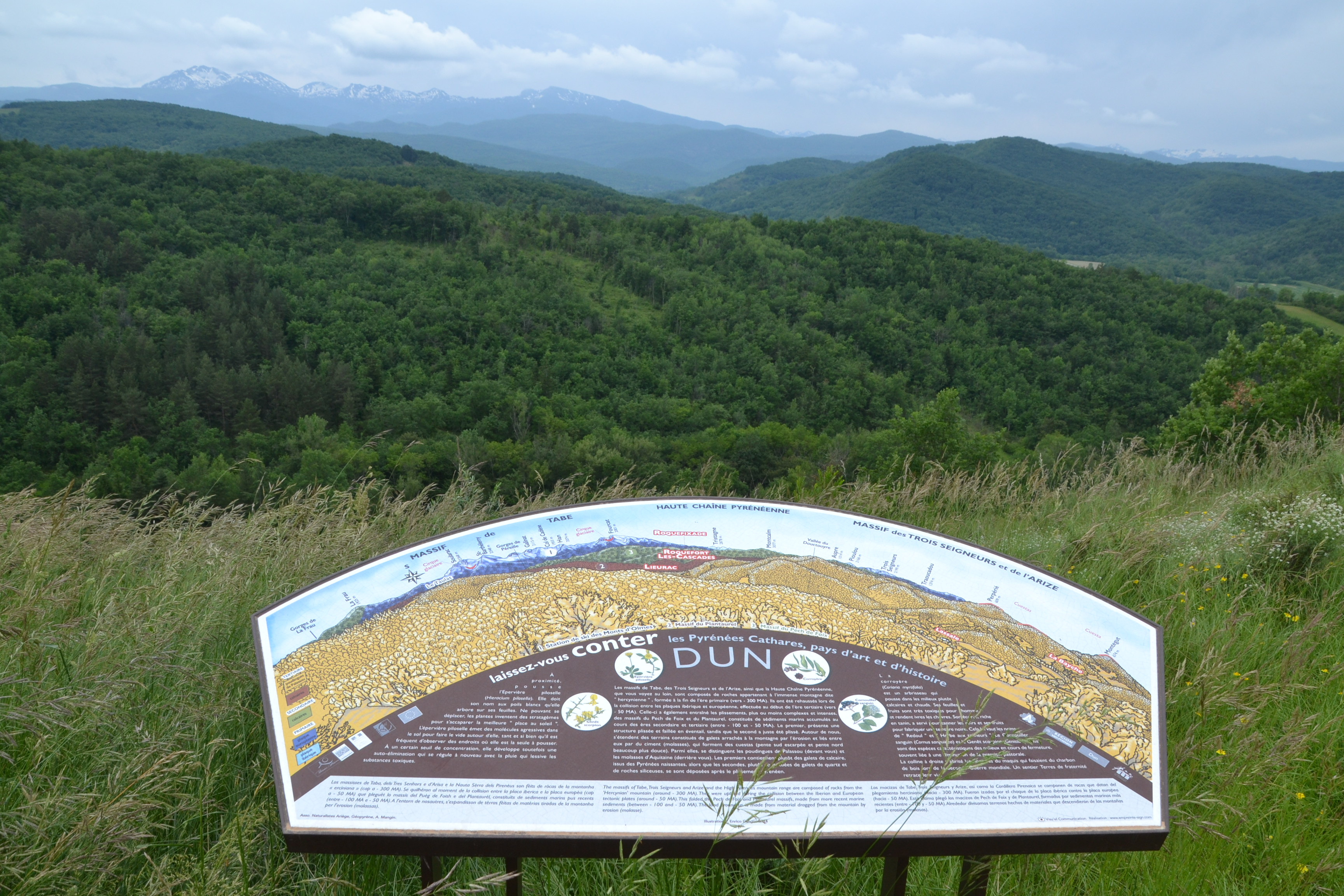
Table d'orientation du Pic Galinié
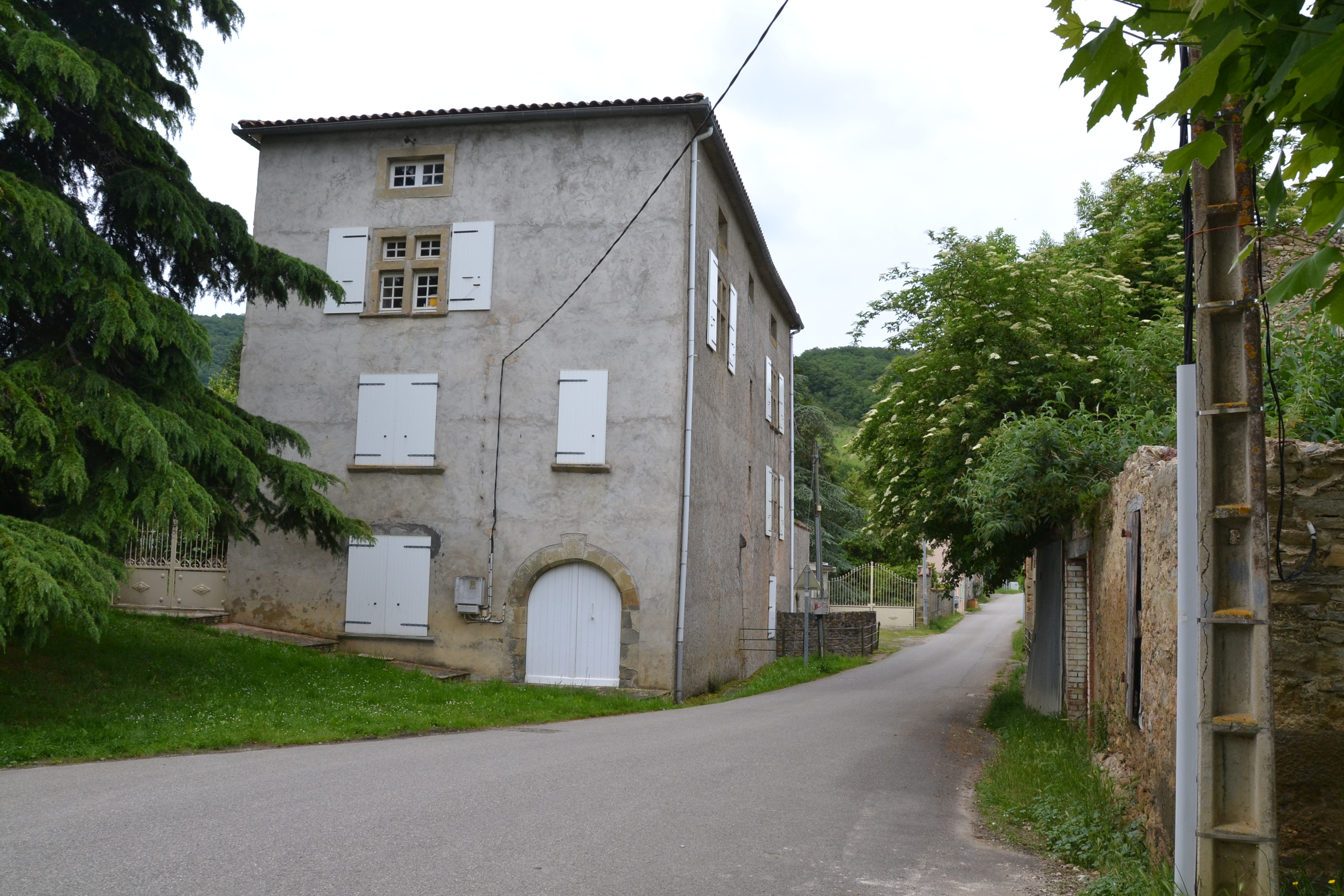
Ancien moulin

### Personnalités liées à la commune
- Bertrand Marti, un des plus célèbres Parfaits cathares, a prêché à Dun où se trouvait une maison de Parfaits.

### Héraldique
| Dun | Son blasonnement est : Palissé en fasce de gueules et d'or de six pièces. |

## Pour approfondir